# Surface superhydrophobe
 (mars 2018).
Si vous disposez d'ouvrages ou d'articles de référence ou si vous connaissez des sites web de qualité traitant du thème abordé ici, merci de compléter l'article en donnant les références utiles à sa vérifiabilité et en les liant à la section « Notes et références ».

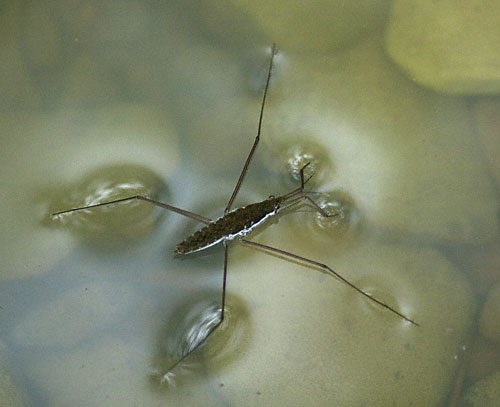
Gerris remigis ou Aquarius remigis

Infographie reproduisant une vue au microscope électronique de l'effet lotus

Une surface superhydrophobe est une surface extrêmement difficile à mouiller (avec l'eau, et a priori avec n'importe quel liquide). À la différence de l'hydrophobie, qui est une propriété chimique ou physico-chimique, la superhydrophobie est une propriété physique.
Elle est décrite par la loi de Cassie, selon laquelle un angle de contact supérieur à 150° ne permet pas à l'eau d'accrocher (si 90° < θ < 150°, on parle d'effet hydrophobe). 

## Exemples
C'est la nature qui offre des exemples remarquables de surfaces superhydrophobes, notamment les feuilles de lotus sur lesquelles l'eau ruisselle sans jamais les mouiller. C'est pourquoi on a baptisé ce phénomène l'effet lotus.
Les ailes d'insecte forment une surface superhydrophobe.
Un insecte aquatique très connu met également à profit ce phénomène : le gerris. Il est capable de se déplacer à la surface de l'eau sans jamais s'y enfoncer ni se mouiller. Facile à observer en été dans tous les étangs calmes et les marécages, les pattes du gerris révèlent au microscope électronique une structure semblable à celle des feuilles de lotus : une forêt de poils coniques dont l'angle de pénétration dans l'eau (167,6° ±4,4°) répond parfaitement à la loi de Cassie et empêche la patte de se mouiller.